# 阿都拉西迪
阿都拉西迪（1923年10月2日—2024年1月13日），1923年10月2日出生於馬來亞霹靂州巴力。受到抗英斗争的影响，阿都拉开始积极参与政治。阿都拉是前馬來亞共產黨黨主席兼马来亚民族解放军马来第十军团指挥员。1989年12月2日《合艾協議》簽署後，居於泰國南部蘇基林和平村。

## 生平
阿都拉青年时期加入马来青年团（KMM），并在日据初期成为该党霹雳兰博尔区的书记。二战后，阿都拉在1945年10月与其他马来领袖如布哈努丁、阿末·博斯达曼、依萨莫哈末等人共同创立马来亚马来国民党（PKMM)。他同时也参与马来工会运动，被选为泛马来亚职工总会（PMFTU)副主席。
1948年6月英殖民政府宣布紧急状态不久前，阿都拉、布哈努丁和博斯达曼召开一场会议来讨论马来亚独立斗争的条件和步骤。当马来亚进入紧急状态后，阿都拉带领一批马共、马来国民党、觉醒青年团、觉醒妇女组的成员进入丛林从事反英斗争。6月，阿都拉在彭亨北部被捕，但很快成功逃脱。
1949年5月12日，阿都拉在彭亨淡马鲁成立隶属于马共的马来亚民族解放军马来第十军团，并在1989年和平协议达成以前一直担任这一军团的指挥员。阿都拉多次参与对抗英国的武装战斗，并因手榴弹爆炸而受重伤。1988年，阿都拉成为马共中央委员会主席。1989年12月2日，阿都拉参与签署马共和马来西亚政府之间的《合艾協議》，马共正式放下武器。此后，阿都拉和一些马共党员定居于泰国素吉林县和平村。
1955年2月，阿都拉与同是马共领导人的苏里亚妮·阿都拉结婚，2013年苏里亚妮在泰国素吉林县去世。
2023年10月2日，阿都拉在素吉林县和平村一些前马共党员和支持者的围绕下庆祝100岁生日。2024年1月13日，病逝於素吉林和平村。享年100歲 。